# Clouds and the Earth's Radiant Energy System

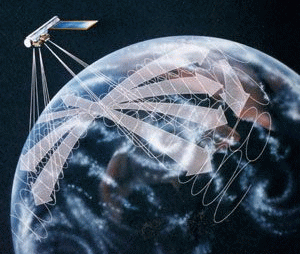
Representação artística dos instrumentos do CERES escaneando a Terra

Clouds and the Earth's Radiant Energy System (CERES) é um instrumento em órbita da Terra desde 1997, feito pela NASA. O CERES é parte do Sistema de Observação da Terra (EOS) criado com o objetivo de medir tanto a reflexão solar quando a emissão de radiação da Terra no topo da Atmosfera para a superfície terrestre. As propriedades das nuvens são determinadas usando simultaneamente medidas de outros intrumentos EOS, tais como o Moderate Resolution Imaging Spectroradiometer (MODIS). Resultados do CERES e missões anteriores da Nasa, como o Earth Radiation Budget Experiment (ERBE), levarão a um melhor entendimento do papel das nuvens e do ciclo de energia na mudança climática global.

## Objetivos científicos
CERES tem quatro objetivos principais
- Continuação da coleta de dados do ERBE sobre fluxos radioativos no "topo da atmosfera" (TOA) para análises sobre a mudança climática.
- Dobrar a exatidão das estimativas sobre os fluxos radioativos no TOA e na superfície da Terra.
- Prover a primeira estimativa global de longo prazo sobre os fluxos radioativos da Terra.
- Fornecer estimativas sobre as propriedades das nuvens que são consistentes com os fluxos radioativos na superfície da TOA.

## Instrumentos do CERES

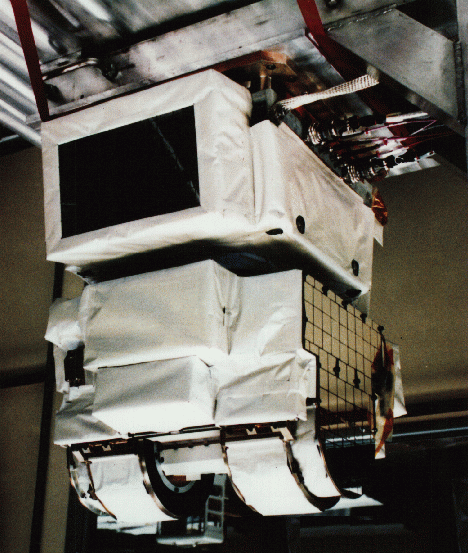
CERES antes de ser instalado no satélite TRMM

O primeiro instrumento CERES foi lançado a bordo do Tropical Rainfall Measuring Mission (TRMM) em novembro de 1997 do Japão. Outros quatro instrumentos CERES foram lançados no satélite EOS Terra em dezembro de 1999 e no satélite EOS Aqua em maio de 2002. Atualmente operam todos os instrumentos CERES no Terra e no Aqua. Cada instrumentro é um radiômetro que tem três canais - um canal de onda curta para medir luz solar refletida numa região de 0,3 - 5 µm, um canal para medir a radiação térmica emitida pela terra numa região determinada de 8-12 µm, e outro canal para medir todo o espectro da radiação que sai da Terra.
A resolução regional do CERES na visão nadir (equivalente ao diâmetro de uma pegada) é 10 km para o CERES do TRMM, e 20 km para o CERES no Terra e no Aqua.